# Thymus borzygis
Thymus borzygis là một loài thực vật có hoa trong họ Hoa môi. Loài này được Mateo & M.B.Crespo miêu tả khoa học đầu tiên năm 1993.